# Rutidosis
Rutidosis là một chi thực vật có hoa trong họ Cúc (Asteraceae).

## Loài
Chi Rutidosis gồm các loài: